# スコッツデール・スタジアム
スコッツデール・スタジアム（Scottsdale Stadium）はアメリカ合衆国のアリゾナ州スコッツデールにある野球場。MLBサンフランシスコ・ジャイアンツがスプリングトレーニングで使用している球場である。

## 主要な出来事
- 2006年3月､第一回WBCの一次リーグ（POOL B）が行われた。
- 2013年3月､第三回WBCにおいても､日本代表の決勝ラウンド直前調整及び､サンフランシスコ・ジャイアンツとの強化(調整)試合の会場となった｡